# Mexiko-Stadt E-Prix 2018
Der Mexiko-Stadt E-Prix 2018 (offiziell: 2018 ABB FIA Formula E Mexico City E-Prix) fand am 3. März auf dem Autódromo Hermanos Rodríguez in Mexiko-Stadt statt und war das fünfte Rennen der FIA-Formel-E-Meisterschaft 2017/18. Es handelte sich um den dritten Mexiko-Stadt E-Prix.

## Bericht

### Hintergrund
Nach dem Santiago E-Prix führte Jean-Éric Vergne in der Fahrerwertung mit fünf Punkten vor Felix Rosenqvist und mit zehn Punkten vor Sam Bird. In der Teamwertung hatte Techeetah zwei Punkte Vorsprung auf Mahindra Racing und 20 Punkte Vorsprung auf DS Virgin.
Mit Jérôme D’Ambrosio und Lucas di Grassi traten zwei ehemalige Sieger zu diesem Rennen an.
Sébastien Buemi, di Grassi und Rosenqvist erhielten einen sogenannten FANBOOST, sie durften die Leistung ihres zweiten Fahrzeugs einmal auf bis zu 200 kW erhöhen und so bis zu 100 Kilojoule Energie zusätzlich verwenden. Für Buemi und di Grassi war es der vierte FANBOOST in dieser Saison. Für Rosenqvist war es der erste FANBOOST seiner Karriere.

### Training
Im ersten freien Training war di Grassi mit einer Rundenzeit von 1:01,158 Minuten Schnellster vor Edoardo Mortara und Vergne.
Auch im zweiten freien Training war die Grassi in 1:01,203 Minuten Schnellster vor Rosenqvist und Mitch Evans. Das Training wurde nach einem Unfall von Alex Lynn unterbrochen.

### Qualifying
Das Qualifying begann um 12:00 Uhr und fand in vier Gruppen zu je fünf Fahrern statt, jede Gruppe hatte sechs Minuten Zeit, in der die Piloten maximal eine gezeitete Runde mit einer Leistung 170 kW und anschließend maximal eine gezeitete Runde mit einer Leistung von 200 kW fahren durften. Buemi war mit einer Rundenzeit von 1:01,668 Minuten Schnellster. 
Die fünf schnellsten Fahrer fuhren anschließend im Superpole genannten Einzelzeitfahren die ersten fünf Positionen aus. Rosenqvist sicherte sich mit einer Rundenzeit von 1:01,645 Minuten die Pole-Position und damit drei Punkte. Die weiteren Positionen belegten Lynn, Oliver Turvey, Buemi und António Félix da Costa, dessen Zeit wegen Unterschreitung des Mindestgewichtes gestrichen wurde. Mahindra übernahm durch diese drei Punkte auch die Führung in der Teamwertung.
Bird und sein Teamkollege Lynn wurden wegen eines Getriebewechsels zum zehn Positionen nach hinten versetzt. Auch di Grassi wurde wegen eines Siegelbruchs am Inverter eines seiner beiden Fahrzeuge um zehn Positionen nach hinten versetzt. Da eine vollständige Rückversetzung von Startplatz zwölf nicht möglich war, wurde die restliche Strafe in eine Fünf-Sekunden-Zeitstrafe umgewandelt, die di Grassi beim Fahrzeugwechsel absitzen musste.

### Rennen
Das Rennen ging über 47 Runden.
Abt gewann das Rennen vor Turvey und Buemi. Es war der erste Sieg für Abt in der FIA-Formel-E-Meisterschaft. Turvey erzielte seine erste Podestplatzierung in der FIA-Formel-E-Meisterschaft, Buemi die dritte Podestplatzierung der Saison. Die restlichen Punkteplatzierungen belegten Nelson Piquet jr., Vergne, Evans, Félix da Costa, Mortara, di Grassi und Lynn. Der Bonuspunkt für die schnellste Rennrunde der ersten Zehn ging an di Grassi.
Vergne baute seine Führung in der Gesamtwertung auf Rosenqvist und Bird aus. In der Teamwertung vergrößerte Techeetah den Abstand auf Mahindra, dahinter lag nun Jaguar.

## Meldeliste
Alle Teams und Fahrer verwendeten Reifen von Michelin.
| Team                            | Fahrzeug             | Nr. | Fahrer                 |
| ------------------------------- | -------------------- | --- | ---------------------- |
| Renault e.dams                  | Renault Z.E.17       | 08  | Nicolas Prost          |
| Renault e.dams                  | Renault Z.E.17       | 09  | Sébastien Buemi        |
| Audi Sport ABT Schaeffler       | Audi e-tron FE04     | 01  | Lucas di Grassi        |
| Audi Sport ABT Schaeffler       | Audi e-tron FE04     | 66  | Daniel Abt             |
| Mahindra Racing Formula E Team  | Mahindra M4Electro   | 19  | Felix Rosenqvist       |
| Mahindra Racing Formula E Team  | Mahindra M4Electro   | 23  | Nick Heidfeld          |
| DS Virgin Racing Formula E Team | Virgin DSV-03        | 02  | Sam Bird               |
| DS Virgin Racing Formula E Team | Virgin DSV-03        | 36  | Alex Lynn              |
| Techeetah                       | Renault Z.E.17       | 18  | André Lotterer         |
| Techeetah                       | Renault Z.E.17       | 25  | Jean-Éric Vergne       |
| NIO Formula E Team              | NextEV NIO Sport 003 | 16  | Oliver Turvey          |
| NIO Formula E Team              | NextEV NIO Sport 003 | 68  | Luca Filippi           |
| Andretti Formula E              | Andretti ATEC-03     | 27  | Tom Blomqvist          |
| Andretti Formula E              | Andretti ATEC-03     | 28  | António Félix da Costa |
| Dragon Racing                   | PENSKE EV-2          | 06  | José María López       |
| Dragon Racing                   | PENSKE EV-2          | 07  | Jérôme D’Ambrosio      |
| Venturi Formula E Team          | Venturi VM200-FE-03  | 04  | Edoardo Mortara        |
| Venturi Formula E Team          | Venturi VM200-FE-03  | 05  | Maro Engel             |
| Panasonic Jaguar Racing         | Jaguar I-Type II     | 03  | Nelson Piquet jr.      |
| Panasonic Jaguar Racing         | Jaguar I-Type II     | 20  | Mitch Evans            |

## Klassifikationen

### Qualifying
| Pos.                                                                   | Fahrer                 | Team                            | Zeit     | Superpole  | Start |
| ---------------------------------------------------------------------- | ---------------------- | ------------------------------- | -------- | ---------- | ----- |
| 01                                                                     | Felix Rosenqvist       | Mahindra Racing Formula E Team  | 1:01,676 | 1:01,645   | 01    |
| 02                                                                     | Alex Lynn              | DS Virgin Racing Formula E Team | 1:01,830 | 1:02,014   | 10    |
| 03                                                                     | Oliver Turvey          | NIO Formula E Team              | 1:01,777 | 1:02,172   | 02    |
| 04                                                                     | Sébastien Buemi        | Renault e.dams                  | 1:01,668 | 1:02,510   | 03    |
| 05                                                                     | António Félix da Costa | Andretti Formula E              | 1:01,772 | keine Zeit | 04    |
| 06                                                                     | Daniel Abt             | Audi Sport ABT Schaeffler       | 1:01,885 | –          | 05    |
| 07                                                                     | Jean-Éric Vergne       | Techeetah                       | 1:01,962 | –          | 06    |
| 08                                                                     | Nelson Piquet jr.      | Panasonic Jaguar Racing         | 1:01,964 | –          | 07    |
| 09                                                                     | Sam Bird               | DS Virgin Racing Formula E Team | 1:02,007 | –          | 19    |
| 10                                                                     | Nick Heidfeld          | Mahindra Racing Formula E Team  | 1:02,023 | –          | 08    |
| 11                                                                     | André Lotterer         | Techeetah                       | 1:02,057 | –          | 09    |
| 12                                                                     | Lucas di Grassi        | Audi Sport ABT Schaeffler       | 1:02,079 | –          | 20    |
| 13                                                                     | Maro Engel             | Venturi Formula E Team          | 1:02,091 | –          | 11    |
| 14                                                                     | Mitch Evans            | Panasonic Jaguar Racing         | 1:02,135 | –          | 12    |
| 15                                                                     | José María López       | Dragon Racing                   | 1:02,264 | –          | 13    |
| 16                                                                     | Jérôme D’Ambrosio      | Dragon Racing                   | 1:02,360 | –          | 14    |
| 17                                                                     | Nicolas Prost          | Renault e.dams                  | 1:02,377 | –          | 15    |
| 18                                                                     | Tom Blomqvist          | Andretti Formula E              | 1:02,443 | –          | 16    |
| 19                                                                     | Luca Filippi           | NIO Formula E Team              | 1:02,508 | –          | 17    |
| 20                                                                     | Edoardo Mortara        | Venturi Formula E Team          | 1:03,416 | –          | 18    |
| 110-Prozent-Zeit: 1:07,835 min (bezogen auf Bestzeit von 1:01,668 min) |                        |                                 |          |            |       |

Anmerkungen
1. ↑  Lynn wurde wegen eines Getriebewechsels um zehn Startplätze nach hinten versetzt.
2. ↑  Félix da Costas Zeit aus der Superpole wurde gestrichen, da sein Fahrzeug zu leicht war.
3. ↑  Bird wurde wegen eines Getriebewechsels um zehn Startplätze nach hinten versetzt.
4. ↑  Di Grassi wurde wegen eines Inverterwechsels um zehn Startplätze nach hinten versetzt.

### Rennen
| Pos. | Fahrer                 | Team                            | Runden | Zeit      | Start | Schnellste Runde |
| ---- | ---------------------- | ------------------------------- | ------ | --------- | ----- | ---------------- |
| 01   | Daniel Abt             | Audi Sport ABT Schaeffler       | 47     | 50:45,164 | 05    | 1:03,154 (31.)   |
| 02   | Oliver Turvey          | NIO Formula E Team              | 47     | + 6,398   | 02    | 1:03,122 (31.)   |
| 03   | Sébastien Buemi        | Renault e.dams                  | 47     | + 6,615   | 03    | 1:03,108 (31.)   |
| 04   | Nelson Piquet jr.      | Panasonic Jaguar Racing         | 47     | + 7,015   | 07    | 1:02,709 (32.)   |
| 05   | Jean-Éric Vergne       | Techeetah                       | 47     | + 7,546   | 06    | 1:03,284 (30.)   |
| 06   | Mitch Evans            | Panasonic Jaguar Racing         | 47     | + 9,050   | 12    | 1:02,907 (26.)   |
| 07   | António Félix da Costa | Andretti Formula E              | 47     | + 17,157  | 04    | 1:03,043 (27.)   |
| 08   | Edoardo Mortara        | Venturi Formula E Team          | 47     | + 26,511  | 18    | 1:03,330 (27.)   |
| 09   | Lucas di Grassi        | Audi Sport ABT Schaeffler       | 47     | + 29,208  | 20    | 1:02,202 (27.)   |
| 10   | Alex Lynn              | DS Virgin Racing Formula E Team | 47     | + 29,515  | 10    | 1:03,793 (30.)   |
| 11   | Jérôme D’Ambrosio      | Dragon Racing                   | 47     | + 30,418  | 14    | 1:03,131 (25.)   |
| 12   | José María López       | Dragon Racing                   | 47     | + 31,859  | 13    | 1:03,162 (25.)   |
| 13   | André Lotterer         | Techeetah                       | 47     | + 36,206  | 09    | 1:03,174 (28.)   |
| 14   | Luca Filippi           | NIO Formula E Team              | 47     | + 38,336  | 17    | 1:03,328 (29.)   |
| 15   | Tom Blomqvist          | Andretti Formula E              | 47     | + 38,592  | 16    | 1:03,298 (33.)   |
| 16   | Maro Engel             | Venturi Formula E Team          | 47     | + 44,689  | 11    | 1:03,017 (27.)   |
| 17   | Sam Bird               | DS Virgin Racing Formula E Team | 47     | + 44,982  | 19    | 1:03,907 (29.)   |
| —    | Nicolas Prost          | Renault e.dams                  | 36     | DNF       | 15    | 1:03,013 (27.)   |
| —    | Felix Rosenqvist       | Mahindra Racing Formula E Team  | 34     | DNF       | 01    | 1:03,501 (12.)   |
| —    | Nick Heidfeld          | Mahindra Racing Formula E Team  | 27     | DNF       | 08    | 1:03,961 (11.)   |

## Meisterschaftsstände nach dem Rennen
Die ersten zehn des Rennens bekamen 25, 18, 15, 12, 10, 8, 6, 4, 2 bzw. 1 Punkt(e). Zusätzlich gab es drei Punkte für die Pole-Position und einen Punkt für den Fahrer unter den ersten Zehn, der die schnellste Rennrunde erzielte.

### Fahrerwertung
| Pos. | Fahrer            | Team                            | Punkte |
| ---- | ----------------- | ------------------------------- | ------ |
| 01   | Jean-Éric Vergne  | Techeetah                       | 81     |
| 02   | Felix Rosenqvist  | Mahindra Racing Formula E Team  | 69     |
| 03   | Sam Bird          | DS Virgin Racing Formula E Team | 61     |
| 04   | Sébastien Buemi   | Renault e.dams                  | 52     |
| 05   | Nelson Piquet jr. | Panasonic Jaguar Racing         | 45     |
| 06   | Daniel Abt        | Audi Sport ABT Schaeffler       | 37     |
| 07   | Mitch Evans       | Panasonic Jaguar Racing         | 29     |
| 08   | Edoardo Mortara   | Venturi Formula E Team          | 28     |
| 09   | Oliver Turvey     | NIO Formula E Team              | 26     |
| 10   | Nick Heidfeld     | Mahindra Racing Formula E Team  | 21     |
| 11   | André Lotterer    | Techeetah                       | 18     |

| Pos. | Fahrer                 | Team                            | Punkte |
| ---- | ---------------------- | ------------------------------- | ------ |
| 12   | António Félix da Costa | Andretti Formula E              | 16     |
| 13   | Alex Lynn              | DS Virgin Racing Formula E Team | 9      |
| 14   | José María López       | Dragon Racing                   | 8      |
| 15   | Nicolas Prost          | Renault e.dams                  | 7      |
| 16   | Maro Engel             | Venturi Formula E Team          | 6      |
| 17   | Tom Blomqvist          | Andretti Formula E              | 4      |
| 18   | Jérôme D’Ambrosio      | Dragon Racing                   | 4      |
| 19   | Lucas di Grassi        | Audi Sport ABT Schaeffler       | 3      |
| 20   | Luca Filippi           | NIO Formula E Team              | 1      |
| 21   | Kamui Kobayashi        | Andretti Formula E              | 0      |
| 22   | Neel Jani              | Dragon Racing                   | 0      |

### Teamwertung
| Pos. | Team                            | Punkte |
| ---- | ------------------------------- | ------ |
| 01   | Techeetah                       | 99     |
| 02   | Mahindra Racing Formula E Team  | 90     |
| 03   | Panasonic Jaguar Racing         | 74     |
| 04   | DS Virgin Racing Formula E Team | 70     |
| 05   | Renault e.dams                  | 59     |

| Pos. | Team                      | Punkte |
| ---- | ------------------------- | ------ |
| 06   | Audi Sport ABT Schaeffler | 40     |
| 07   | Venturi Formula E Team    | 34     |
| 08   | NIO Formula E Team        | 27     |
| 09   | Andretti Formula E        | 20     |
| 10   | Dragon Racing             | 12     |